# (33300) 1998 KP45
1998 KP45 (asteroide 33300) é um asteroide da cintura principal. Possui uma excentricidade de 0.11365180 e uma inclinação de 13.76292º.
Este asteroide foi descoberto no dia 22 de maio de 1998 por LINEAR em Socorro.